# Václav Junek
 (décembre 2022).
Pour les articles homonymes, voir Junek.
Václav Junek est un homme d'affaires tchèque né le 17 juin 1951. Après avoir fait carrière dans les services secrets tchécoslovaques (StB), au sein desquels il s'occupa notamment d'espionnage industriel en France dans les années 1980, il devient à la fin des années 1980 dirigeant de la compagnie d'État Chemapol qui disposait du monopole de l'importation du pétrole soviétique en Tchécoslovaquie.
Après la Révolution de Velours, Chemapol fut privatisée et vendue à ses anciens dirigeants; Václav Cunek en devint le directeur. La compagnie poursuivit son activité de commerce de pétrole et s'engagea également dans le commerce d'armes. Chemapol investit également dans les médias.
La société et son directeur sont projetés sur le devant de la scène lors du scandale de la vente du Lucerna. Le Lucerna est une grande salle de spectacle située sur la place Venceslas, qui avait été la propriété avant le communisme de la famille de Václav Havel. Avec le retour de la démocratie, le président-dramataturge et son fère Ivan avaient récupéré le bien familial. Ivan Havel céda bientôt sa part à son épouse Dagmar, qui ambitionnait de racheter la part de Václav Havel pour devenir priopriétaire à part entière du complexe. Mais le président tchèque, pour des raisons que l'on ignore, refusa de céder sa part du Lucerna à sa belle-sœur.
L'édifice avait besoin d'être rénové et Václav Havel n'avait jamais marqué le moindre intérêt pour lui; il chargea un de ses conseillers, l'ancien premier ministre communiste Marián Čalfa de vendre le Lucerna. Čalfa entretenait d'anciennes relations avec Junek, et Chemapol acquit en 1997 la part du président Havel pour 200 millions de couronnes tchèques. Deux ans plus tard, Junek revendit sa part à Dagmar Havlová pour la somme de 145 millions de couronnes. Cette moins-value conduisit Chemapol dans une situation financière difficile, et Cunek en quitta la présidence en 2003 tout en en demeurant actionnaire.
Cunek défraya à nouveau la chronique en 1999 en reconnaissant que Chemapol avait corrompu des politiciens du ČSSD alors au pouvoir en leur attribuant des bons d'essence gratuits.

## Sources
- Article du New York Times sur la vente du Lucerna, 1997
- Article dans le magazine Euro sur l'attitude de Vaclav Havel dans cette affaires, 2000
- Bulletin d'information de l'Université Charles, 1999: voir l'article "Social Democrats accused on tax evasion"